# Velódromo Andreu Oliver
El Velódromo Andreu Oliver, también conocido popularmente como Velódromo de Algaida, es una instalación de ciclismo en pista al aire libre situada en el municipio español de Algaida, en las Islas Baleares, activa entre 1975 y 1995.

## Historia
El recinto deportivo fue inaugurado el 25 de julio de 1975. Fue impulsado por el mecenas del ciclismo mallorquín Andreu Oliver Amengual, Castellitxo, quien adquirió los terrenos y financió su construcción. Desde entonces fue sede de todo tipo de pruebas para ciclistas profesionales, amateurs y ciclismo de base.
Debido al irreversible descenso de la afición por este deporte la pista cesó su actividad a finales de los años 80; recuperó puntualmente su actividad en 1995, pero ese mismo año cerró definitivamente sus puertas. Desde entonces ha permanecido inactivo y en un estado de progresiva degradación.
Existe otro velódromo en el vecino municipio de Campos, temporalmente con idéntico nombre. Para distinguirlos se solía utilizarse el nombre de sus respectivas poblaciones.

## Eventos

### Competiciones nacionales
Desde que fue inaugurado el velódromo logró un destacado papel a nivel nacional, especialmente en lo que respecta a las pruebas de medio fondo tras moto, que acogió durante varios años consecutivos hasta mediados de los años 80. En buena parte heredó el legado que había ostentado el Velódromo de Tirador de Palma hasta su clausura en 1973.
- Campeonato de España de velocidad: 1976 y 1979.
- Campeonato de España de medio fondo tras moto stayer: 1975, 1976, 1977, 1978, 1979, 1980, 1981 y 1984.
- Campeonato de España de medio fondo tras moto comercial: 1976, 1977, 1978, 1979, 1980, 1981 y 1984.
- Campeonato de España de persecución individual: 1976 y 1979.
- Campeonato de España de fondo: 1976 y 1979.
- Campeonato de España de persecución por equipos: 1976 y 1979.

### Competiciones regionales
A nivel balear la pista acogió los campeonatos regionales sobre todo durante los años 80 y en todas sus modalidades.
- Campeonato de Baleares de velocidad: 1982, 1983 y 1987.
- Campeonato de Baleares de medio fondo tras moto stayer: 1975, 1978, 1980 y 1983.
- Campeonato de Baleares de medio fondo tras moto comercial: 1978, 1981 y 1983.
- Campeonato de Baleares de persecución individual: 1982, 1983 y 1987.
- Campeonato de Baleares de persecución por equipos: 1982.
- Campeonato de Baleares de fondo: 1980, 1982 y 1983.
- Campeonato de Baleares de americana: 1982.

### Competiciones de ciclismo femenino
La pista organizó las primeras ediciones de los campeonatos regionales en categoría femenina.
- Campeonato de Baleares de velocidad: 1980, 1981, 1982 y 1983.
- Campeonato de Baleares de fondo: 1980, 1981 y 1983.
- Campeonato de Baleares de persecución individual: 1980, 1981 y 1983.